# حسینیه حاجیه آمنه
حسینیه حاجیه آمنه مربوط به دوره قاجار است و در بیرجند، ضلع غربی خیابان شهید مطهری واقع شده و این اثر در تاریخ ۳ اسفند ۱۳۷۷ با شمارهٔ ثبت ۲۲۱۲ به‌عنوان یکی از آثار ملی ایران به ثبت رسیده است.